# Родин, Олег Дмитриевич
Олег Дмитриевич Родин (род. 6 апреля 1956, Москва, СССР) — советский футболист, защитник, полузащитник. Мастер спорта.
В большом футболе провёл только 10 лет, большую часть из которых отыграл в львовских «Карпатах». Только в 1982—1983 годах играл в московском «Динамо», но из-за тяжёлой травмы колена за два сезона провел всего восемь игр. После четырёх операций был вынужден закончить карьеру. В последнем сезоне за СКА «Карпаты» провёл по одним данным три игры, по другим — одну.
В 1979—1980 годах сыграл 4 матча за сборную СССР.
Позже занимался тренерской деятельностью, с 1988 года — в училище физической культуры Львова.

## Личная жизнь
Первая жена Светлана, на которой Родин женился в 1978 году, менее чем пять лет спустя умерла от рака. От первого брака — сын Алексей, от брака со второй женой Натальей — двое детей.